# Carlos Armendáriz
Carlos Armendariz Murillo, llamado Armendariz (nacido en Orcoyen, Navarra el 22 de octubre de 1969), es un ex pelotari español de pelota vasca en la modalidad de mano.
En su palmarés consta el subcampeonato en el Manomanista de 2.ª en 1994, y en el Campeonato navarro del Cuatro y Medio del año 2001.

## Final del manomanista de 2.ª Categoría
| Año  | Campeón | Subcampeón | Tanteo | Frontón   |
| ---- | ------- | ---------- | ------ | --------- |
| 1994 | Santi   | Armendariz | 22-10  | Deportivo |